# Jonas Persson
Jonas Lars Persson (ur. 15 grudnia 1983 w Malmö) – szwedzki pływak, specjalizujący się głównie w stylu dowolnym.
Mistrz Europy oraz brązowy medalista w sztafecie 4 x 100 m stylem dowolnym.
Uczestnik igrzysk olimpijskich z Pekinu (2008).